# Vít Dovalil
Vít Dovalil (* 9. února 1974 Chrudim) je český lingvista.

## Život a dílo
Po absolvování jazykového gymnázia v Pardubicích vystudoval na Filozofické fakultě Univerzity Karlovy v Praze obor germanistika a politologie, dále je také absolventem studia práv na Právnické fakultě téže univerzity.
Ve své vědecké činnosti se zabývá sociolingvistikou a jazykovým právem, zejména situací v zemích Evropské unie. Podílel se mj. na analýzách Ministerstva školství, mládeže a tělovýchovy k postavení němčiny na nižších stupních českého školství. Ve svých názorech hájí jazykovou pluralitu a možnost svobodně vybrat si jakýkoli z nabízených jazyků bez ingerence ministerských směrnic a doporučení.
Od roku 2011 je ředitelem Ústavu germánských studií na Filozofické fakultě Univerzity Karlovy. V letech 2012–2014 působil jako zastupující profesor na Albert-Ludwigs-Universität ve Freiburgu im Breisgau.

## Publikace
- Dovalil, Vít (2006): Sprachnormenwandel im geschriebenen Deutsch an der Schwelle zum 21. Jahrhundert (Die Entwicklung in ausgesuchten Bereichen der Grammatik). Frankfurt/Main – Berlin – Bern – Bruxelles – New York – Oxford - Wien: Peter Lang Verlag.